# Bartholomew Joseph Eustace
Bartholomew Joseph Eustace (* 9. Oktober 1887 in Cloyne, County Cork, Irland; † 11. Dezember 1956 in Wichita, Kansas, USA) war Bischof von Camden.

## Leben
Bartholomew Joseph Eustace besuchte das Christian Brothers College. Eustace studierte Philosophie am St. Vincent College und Katholische Theologie am St. Francis Seminary in Milwaukee. Er empfing am 1. November 1914 das Sakrament der Priesterweihe.
Am 16. Dezember 1937 ernannte ihn Papst Pius XI. zum Bischof von Camden. Der Erzbischof von New York, Patrick Joseph Hayes, spendete ihm am 25. März 1938 die Bischofsweihe; Mitkonsekratoren waren der Bischof von Boise City, Edward Joseph Kelly, und der New Yorker Weihbischof Stephen Joseph Donahue.